# Euphorbia grandifolia
Euphorbia grandifolia là một loài thực vật có hoa trong họ Đại kích. Loài này được Haw. mô tả khoa học đầu tiên năm 1812.